# Garanti BBVA
Garanti BBVA ((tr) Türkiye Garanti Bankası A.Ş) est un groupe bancaire et financier turque dont le siège est à Istanbul. En 2018, elle est la seconde banque privée du pays en termes d'actifs consolidés avec 98,2 milliards de $.
Elle fait partie de l'indice ISE-100 de la bourse d'Istanbul. Elle possède 12 millions de compte-clients répartis à travers 936 agences en Turquie, 6 filiales à l'étranger (Chypre, Luxembourg, Malte), et trois bureaux de représentation à Londres, Dusseldorf et Shanghai.

## Histoire
La Garanti Bank a été fondée en 1946 et a ouvert sa première succursale à Ankara. En 1950, le siège social est transféré à Istanbul.
En 1983, le groupe Doğuş a acquis toutes les actions de Garanti Bank et, en 1990, la banque a procédé à son introduction en bourse (IPO).
En 1993, Garanti Bank est devenue la première société turque à émettre des actions sur les marchés internationaux.
En 1996, la banque Garanti a acquis la banque Osmanlı.
En 2001, la Banque ottomane fusionne avec la Garanti. Elle est une ancienne filiale du groupe Doğuş Holding qui l'a revendue en partie au groupe espagnol BBVA.
En 2011, BBVA a acquis 49,85 % des actions.
En 2015, Ali Fuat Erbil a été nommé PDG et a occupé ce poste jusqu'en 2019, date à laquelle il a été remplacé par Recep Baştuğ, actuel président et PDG de Garanti Bank.
En 2017, Mahmut Akten a été nommé vice-président exécutif de la banque de détail, en remplacement d'Onur Genç, actuel PDG de BBVA.
En 2017, BBVA est devenu l'actionnaire majoritaire avec 49,85 % du total des actions.
La banque a été renommée Garanti BBVA en 2019.
En mai 2022, BBVA annonce augmenter sa participation dans Garanti de 36,12% pour la faire monter à 85,97%, pour 1,43 milliard de dollars.